# Chantel McGregor

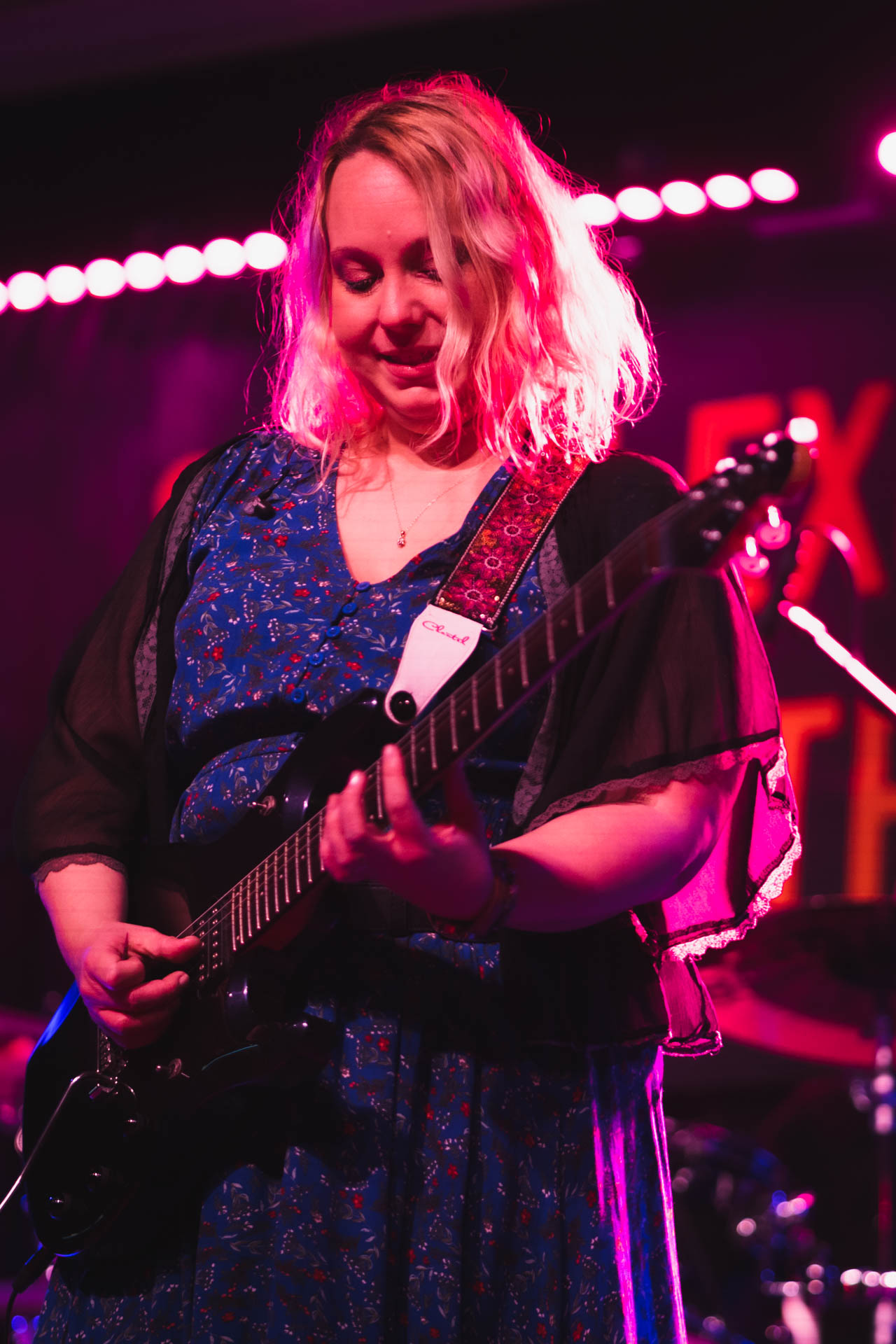
Chantel McGregor, 2023

Chantel Dawn McGregor (* 12. März 1986 in Bradford, England) ist eine britische Bluesrock-Gitarristin und Singer-Songwriterin.

## Biografie
Chantel McGregor besuchte das Leeds College of Music, wo sie mehrfach ausgezeichnet wurde, unter anderem mit dem „Leeds College of Music Prize for Outstanding Musicianship“. Im Juli 2009 schloss sie mit First Class Honours im Fach Popular Music ab und begann eine Karriere in der britischen und internationalen Blues-Szene. Sie tritt sowohl solo als auch mit Band auf.
Bei den British Blues Awards wurde sie 2011 als „Young Artist Of The Year“ und 2012 als „Best Female Vocalist“ ausgezeichnet. 2013 gewann sie zwei Kategorien, „Guitarist Of The Year“ und „Best Female Vocalist“. 2014 wurde sie wiederum „Guitarist Of The Year“.
Ihr Debütalbum Like No Other, erschienen 2011, wurde von Livingstone Brown produziert, der mit so bekannten Musikern wie Ed Sheeran, Shakira, Kylie Minogue und Corinne Bailey Rae gearbeitet hat. Ihr zweites Album Lose Control, ebenfalls von Livingstone Brown produziert, kam im Oktober 2015 heraus.
Im September 2019 wurde das Livealbum Bury’d Alive veröffentlicht, aufgenommen am 29. März 2019 in Bury St Edmunds. Im Dezember 2019 setzte das US-amerikanische Magazin Guitar World Bury’d Alive auf Platz 11 der besten Gitarrenalben des Jahrzehnts.
Während der COVID-19-Pandemie verbreitete McGregor ab dem 28. März 2020 über Facebook und YouTube Live-Streams, wobei sie auch Wünsche ihrer Fans berücksichtigte. Die einstündigen Samstagnachmittag-Sessions kamen zunächst aus dem Norden Englands, ab dem 20. Juni 2020 dann in Kooperation mit dem Pianisten und Komponisten Jamie Brooks aus dem Süden des Landes. Die letzte dieser Sessions fand am 14. August 2021 statt, danach gab es wieder Live-Auftritte. Aus diesen Live-Streams entstanden zwei Alben: Shed Sessions – Volume One (2021) und Shed Sessions – Volume Two (2022). Auf Volume One ist ausschließlich McGregor mit akustischer Gitarre und Coverversionen zu hören, auf Volume Two dann mit elektrischer Gitarre und Keyboards von Jamie Brooks, wieder zumeist mit Coverversionen und zwei eigenen Songs. Mixing und Mastering übernahm für beide Alben Wayne Proctor.
Im Mai 2020 coverte McGregor den Song Stupid Love von Lady Gaga. Im gleichen Monat begann sie ihre wöchentliche Radioshow „Chantel’s Monday Brunch Club“ bei Hard Rock Hell Radio. Sie spielte Gitarre auf dem Album Gumbo Blues von Dr. John, das im November 2020 veröffentlicht wurde.

## Diskografie

### Alben
- 2011: Like No Other
- 2015: Lose Control
- 2019: Bury’d Alive (live)
- 2021: Shed Sessions – Volume One (live)
- 2022: Shed Sessions – Volume Two (live)

### Singles und EPs
- 2015: Take the Power (Promo-CD)
- 2018: Santa Baby
- 2020: I Will See
- 2020: Stupid Love (Lady Gaga Cover)
- 2020: Jingle Bells (feat. David Nowakowski)